# Андрија Благојевић
Андрија Благојевић (Крушевац, 1981)  је српски кларинетиста, педагог и универзитетски професор.
Благојевић је професор на Факултету уметности у Косовској Митровици, председник управног одбора Националне српске кларинетистичке асоцијације, члан Борда директора Европске кларинетистичке асоцијације и председавајући за Србију Међународне кларинетистичке асоцијације.

## Образовање
Завршио је са највишим оценама Гимназију у Крушевцу и Музичку школу „Стеван Христић“, у класама Михајла Аврамовића и Томислава Николића. Године 2000. започео је студије кларинета на Факултету уметности Универзитета у Приштини (тада са привременим седиштем у Крушевцу, касније у Косовској Митровици), у класи професора Миленка Стефановића. Дипломирао је 2004. године као студент генерације, са просечном оценом 9,96, а ректор Универзитета у Приштини му је на Видовдан доделио награду Истакнути студент, која се додељује најбољим студентима Универзитета. Исте године је добио диплому и стипендију Амбасаде Краљевине Норвешке у Београду, коју му је, као једном од најбољих студената у Републици Србији, доделио норвешки амбасадор г. Hans Ola Urstad, на свечаности организованој тим поводом.
Магистрирао је у класи професора Миленка Стефановића 2007. године, са просеком 10,00.

## Свирачка каријера
Благојевић је наступао као солиста, члан различитих ансамбала и предавач у концертним салама у Београду (галерије Српске академије наука и уметности и Задужбине Илије М. Коларца, СКЦ, ДКСГ, Кућа Ђуре Јакшића...), централној Србији (Свечана сала Прве крагујевачке гимназије, Народни музеј Краљево, Замак културе у Врњачкој Бањи, Крушевачко позориште, Културни центар Крушевац, Народни музеј Крушевац, Легат Милића од Мачве, Центар за културу Мајданпек, Дом културе Варварин...), Косову и Метохији (Институт за српску културу у Лепосавићу, Дом културе у Звечану, Галерија Факултета уметности у Косовској Митровици...), и на музичким фестивалима, манифестацијама и конгресима у Белгији (3rd European Clarinet Festival), Италији (ClarinetFest, 13th European Clarinet Congress), Пољској (4th European Clarinet Congress), Србији (Donne in musica, Станислав Бинички), Француској (Les XXIIIème Moments Musicaux de Thème et Variations) и Шпанији (ClarinetFest).

## Чланство у жирију међународних такмичења
Више пута је био члан жирија на међународном такмичењу  Donne in musica у Крагујевцу, у секцијама Кларинет и Камерна музика. У марту 2014. године наступио је на концерту и био члан жирија за кларинет на угледном међународном такмичењу Young Virtuosos у Софији. У новембру 2022. и 2024. био је члан жирија за кларинет на финском међународном такмичењу JSFest Instrumental Music Competition. У августу 2023. био је члан жирија за кларинет и сродне дисциплине на Scandinavian International Instrumental Music Competition.

## Педагошки рад
Педагошки рад је започео као професор кларинета и камерне музике у Музичкој школи „Стеван Христић“ у Крушевцу (2004–2010), и наставио га 2007/8. на Факултету уметности у Косовској Митровици, као асистент професора Стефановића. Тренутно на Факултету уметности, у звању ванредног професора, предаје Кларинет, Методику наставе дувачких инструмената, Познавање оркестарских деоница и Концертну праксу. Године 2023. гостовао је на Музичкој академији у Кракову (Пољска), у оквиру међународног пројекта мобилности професора Erasmus+. Године 2024. одржао је мастер клас на Музичком конзерваторијуму "Ђузепе Мартучи" у Салерну (Италија).
Студенти из класе Андрије Благојевића добијали су награде на такмичењима у земљи и иностранству („Даворин Јенко“ у Београду, Donne in musica у Крагујевцу, „Охридски бисери“ у Охриду...) и признања Факултета уметности. Свирали су на концертима и другим уметничким манифестацијама у Београду (Сала Београдске филхармоније, Београдски сајам, Артгет галерија Културног центра Београда, Уметнички павиљон „Цвијета Зузорић“), Смедереву, Крагујевцу (Свечана сала Прве крагујевачке гимназије), Краљеву, Крушевцу (Крушевачко позориште, Легат Милића од Мачве, Музичка манифестација „Станислав Бинички“), Трстенику, Лесковцу, Звечану  (укључујући свечану академију поводом 40 година од оснивања Факултета уметности, у великој сали Дома културе у Звечану), Косовској Митровици, Грачаници.
У току студија на Факултету уметности похађали су семинаре које су, на позив Благојевића, држали др ум. Огњен Поповић, први кларинетиста Београдске филхармоније и професор на Факултету музичке уметности у Београду, др ум. Михаило Саморан, кларинетиста Београдске филхармоније, мр Предраг Недељковић, бас кларинетиста Београдске филхармоније, др Милан Милошевић, музички директор Ванкувер колеџа у Канади, Stephan Vermeersch, солиста из Белгије, председник European Clarinet Association и члан Борда директора International Clarinet Association, Angelique Postic (САД), Marcin Domagała (Пољска/Швајцарска), др ум. Barbara Borowicz, доцент на Музичкој академији у Кракову (Пољска).
Некадашњи ученици и студенти Андрије Благојевића по завршетку школовања су ангажовани у оркестрима попут Репрезентативног оркестра Гарде Војске Србије у Београду, Оркестра Министарства унутрашњих послова Републике Србије у Београду, Београдског дувачког оркестра, Војног оркестра „Ниш“, предају или су предавали у музичким школама у Београду, Крушевцу, Ћуприји,  Трстенику, Чачку, Смедереву, Бору, Неготину и Врању.

## Теоријски рад
Објављивао је радове и чланке, претежно о српским и југословенским кларинетистима кроз историју и композицијама за кларинет, у часописима The Clarinet (САД), Clarinet & Saxophone (Велика Британија), ’rohrblatt (Немачка), Путеви културе иТриптих. name="Именован-20240418091928"/> </ref>

#### Одабрана библиографија
- Благојевић, Андрија. „Франц Партлич (1904–2024) – У потрази за информацијама о првом наставнику кларинета на Музичкој академији у Београду“.  Путеви културе – часопис за културу и уметност (ISSN 1451-3722), бр. 36 (2024), стр. 131–142.
- Blagojević, Andrija. "52. Internationaler Wettbewerb der Jeunesses Musicales Belgrad.” ‘rohrblatt – Die Zeitschrift für Oboe, Klarinette, Fagott und Saxophon (ISSN 0944-0291), 39 (2024), Heft 2, 82.
- Blagojević, Andrija. "The Establishment of the Serbian Clarinet School." The Clarinet (ISSN 0361-5553), Vol. 51/1 (December 2023), pp. 40–45.
- Blagojević, Andrija. „A Tribute to Milenko Stefanović.”. The Clarinet. 50 (2): 9—10. март 2023.    (ISSN 0361-5553),
- Благојевић, Андрија. "Професор Миленко Стефановић (1930–2022)."  Триптих : интердисциплинарни научни часопис о уметности и култури = the interdisciplinary scientific journal of art and culture, Вол. 2, бр. 1, 2022, стр. 161-165.COBISS.SR-ID 84132361, УДК 78.071.2:929.
- Blagojević, Andrija. "Centenary of Anton Eberst, clarinetist and author." The Clarinet (ISSN 0361-5553), Vol. 47/4 (September 2020), p. 8.
- Blagojević, Andrija. "The Performance Career of Bruno Brun." The Clarinet (ISSN 0361-5553), Vol. 47/3 (June 2020), pp. 34–37.
- Blagojević, Andrija, and Milan Milosevic. "Remembering Serbian Folk Clarinetist Božidar ‘Boki’ Milošević." The Clarinet (ISSN 0361-5553), 45  (4):  14,.
- Blagojević, Andrija. „Zlatan Vauda. Sonata brevis for clarinet and piano.”. The Clarinet. 45 (3). јун 2018.   (ISSN 0361-5553), , p. 71.
- Blagojević, Andrija. „Milenko Stefanović and his Collaboration with Composers.”. The Clarinet. 45 (3): 32—37. јун 2018.   (ISSN 0361-5553), .
- Благојевић, Андрија. „Професор Миленко Стефановић – добитник најпрестижнијег европског признања.“ Путеви културе – часопис за културу и уметност (ISSN 1451-3722, COBISS.SR-ID 516212666, UDK 78.07), бр. 26 (2017), стр. 96–98.
- Благојевић, Андрија. „Национална српска кларинетистичка асоцијација – Поводом годишњице оснивања.“ Путеви културе – часопис за културу и уметност (ISSN 1451-3722, COBISS.SR-ID - 516212410, UDK 78), бр. 26 (2017), стр. 93–96.
- Blagojević, Andrija. „Dejan Despić. Neun Tänze/Devet igara/Nine Dances Op. 62 für Klarinette Solo.”. The Clarinet. 44 (1): 66—68. децембар 2016.   (ISSN 0361-5553), .
- Blagojević, Andrija. "Der Klarinettist Milenko Stefanović erhielt die Ehrenmitgliedschaft der European Clarinet Association.” ‘rohrblatt – Die Zeitschrift für Oboe, Klarinette, Fagott und Saxophon (ISSN  0944-0291), 31 (2016), Heft 3, 131–132.
- Blagojević, Andrija. "Serbische Klarinettengesellschaft gegründet.” ‘rohrblatt – Die Zeitschrift für Oboe, Klarinette, Fagott und Saxophon (ISSN  0944-0291), 31 (2016), Heft 3, 130–131.
- Blagojević, Andrija. „Milenko Stefanović Receives ECA Lifetime Achievement Award.”. The Clarinet. 43 (4): 8—9. септембар 2016.   (ISSN 0361-5553), .
- Blagojević, Andrija. „The Foundation of the National Serbian Clarinet Association.”. The Clarinet. 43 (3). јун 2016.   (ISSN 0361-5553), , p. 11.
- Blagojevic, Andrija (децембар 2014). „XI Donne in Musica International Competition in Kragujevac, Serbia.”. The Clarinet. 42 (1): 88—89.   (ISSN 0361-5553), .
- Blagojevic, Andrija. "Tenth International Competition Young Virtuosos in Sofia, Bulgaria." The Clarinet (ISSN 0361-5553), 41  (4):  92–93.
- Blagojevic, Andrija (јун 2014). „Bruno Brun (1910–1978) – Founder of the Yugoslav clarinet school.”. The Clarinet. 41 (3): 46—51.   (ISSN 0361-5553), .
- Blagojevic, Andrija. "Jeunesses Musicales International Competition in Belgrade, Serbia." The Clarinet (ISSN 0361-5553), 39  (4):  78–84.
- Blagojevic, Andrija. "Ante Grgin – clarinetist and composer." The Clarinet (ISSN 0361-5553), 39  (1):  44–45.
- Blagojevic, Andrija, and Milan Milosevic (децембар 2010). „Trio PON Won International Competition in Kragujevac, Serbia.”. The Clarinet. 38 (1): 11—12.   (ISSN 0361-5553), .
- Blagojevic, Andrija, and Milan Milo[s]evic (септембар 2010). „Milenko Stefanovic Awarded The Lifetime  Achievement Award.”. The Clarinet. 37 (4).   (ISSN 0361-5553), , p. 17.

## Чланство у професионалним удружењима
Андрија Благојевић је први кларинетиста у Србији примљен у чланство међународних удружења International Clarinet Association (2008), European Clarinet Association (2010), Clarinet and Saxophone Society of Great Britain (2015; од 2020. Lifetime Membership) и The College Music Society (2020). Један је од оснивача и председник управног одбора Националне српске кларинетистичке асоцијације (2015), у оквиру које је покренуо и руководи реализацијом међународног пројекта Serbian Clarinet Academy and Festival. У оквиру овог пројекта организовани су концерти, презентације и семинари домаћих и страних уметника (Stephan Vermeersch, Marcin Domagała, Hedwig Swimberghe, Andrea Massimo Grassi и Anna Quaranta, Gregory Barrett, Rebecca Rischin) у концертним салама и музичким школама у Београду и централној Србији. Члан је Удружења музичких уметника Србије, један је од оснивача Удружења музичких и балетских педагога Расинског округа. Председавајући је за Србију Међународне кларинетистичке асоцијације (International Clarinet Association National/Country Chairperson for Serbia, од 2009) и члан Борда директора Европске кларинетистичке асоцијације (European Clarinet Association Board member, од 2017).